# Kasteel Bethlehem
Kasteel Bethlehem is een kasteel in het noordoosten van de Nederlandse stad Maastricht, gelegen in een groene omgeving bij het voormalige dorp Limmel. Het van oorsprong middeleeuwse kasteel was bijna drie eeuwen lang eigendom van de ridders van de Duitse Orde. Sinds 2010 is in het kasteel het Teaching Hotel Château Bethlehem van de Hotel Management School Maastricht gevestigd. Het kasteel is een rijksmonument en is onderdeel van het Buitengoed Geul & Maas.

## Geschiedenis

### Middeleeuwenː ridderburcht
De oorsprong van het kasteel van Limmel gaat terug tot de 13e eeuw. Waarschijnlijk is het kasteel gebouwd als donjon. In 1288 werd "casteel Limale" door Jan van Heelu omschreven als een versterkte toren ("torre"), omgeven door diepe grachten en moerasland ("broec"). Van Heelu beschrijft in dichterlijke regels hoe het kasteel in 1283 of 1284, tijdens de Limburgse Successieoorlog, werd belegerd en verwoest door de troepen van hertog Jan I van Brabant. In die tijd ging het eigendom (suzereiniteit) van de heren van Valkenburg over naar de hertogen van Brabant; in de 14e eeuw werd heel Valkenburg Brabants. 
Blijkbaar was het kasteel al vrij snel herbouwd, want in 1312 werd Johannes de Gheilekerke genoemd als eigenaar en leenman. Jan III van Brabant beleende het kasteel in 1318 aan een zekere Eustachius de Limmale. Als bezitters/leenverheffers worden verder vermeld: Frambach van den Broecke, of van Beeck (1381), Mathijs van Kessel (ca. 1384), Jan zoon van Adam van 't Zievel, namens zijn vrouw (1401) en jonker Adam van Haren, voor zijn vrouw Elisabeth van Bunde (ca. 1402).

### Nieuwe Tijdː buitenplaats van de Duitse Orde
Omstreeks 1500 kwam het kasteel, via leden van het geslacht Van Zievel/Van 't Zievel, in bezit van de ridders van de Duitse Orde. De Nederlands-Duitse Balije Biesen van deze ridderorde vestigde oorspronkelijk haar hoofdvestiging in het kasteel Alden Biesen bij Bilzen. Omstreeks 1361 hevelde zij het bestuurscentrum over naar Maastricht en vestigde dat in de nieuw te bouwen commanderij Nieuwen Biesen. In 1507-1509 werd kasteel Bethlehem onder landcommandeur Maximiliaan van Eynatten verbouwd en uitgebreid tot een maison de plaisance, een ontspanningsoord voor de landcommandeur en, na toestemming, ook voor ridders en priesters van Nieuwen Biesen. In 1537 vond de leenverheffing plaats door landcommandeur Winand van Breyl. In de twee en een halve eeuw daarna (tot 1795) werd dit voorbeeld gevolgd door een lange rij van landcommandeurs.

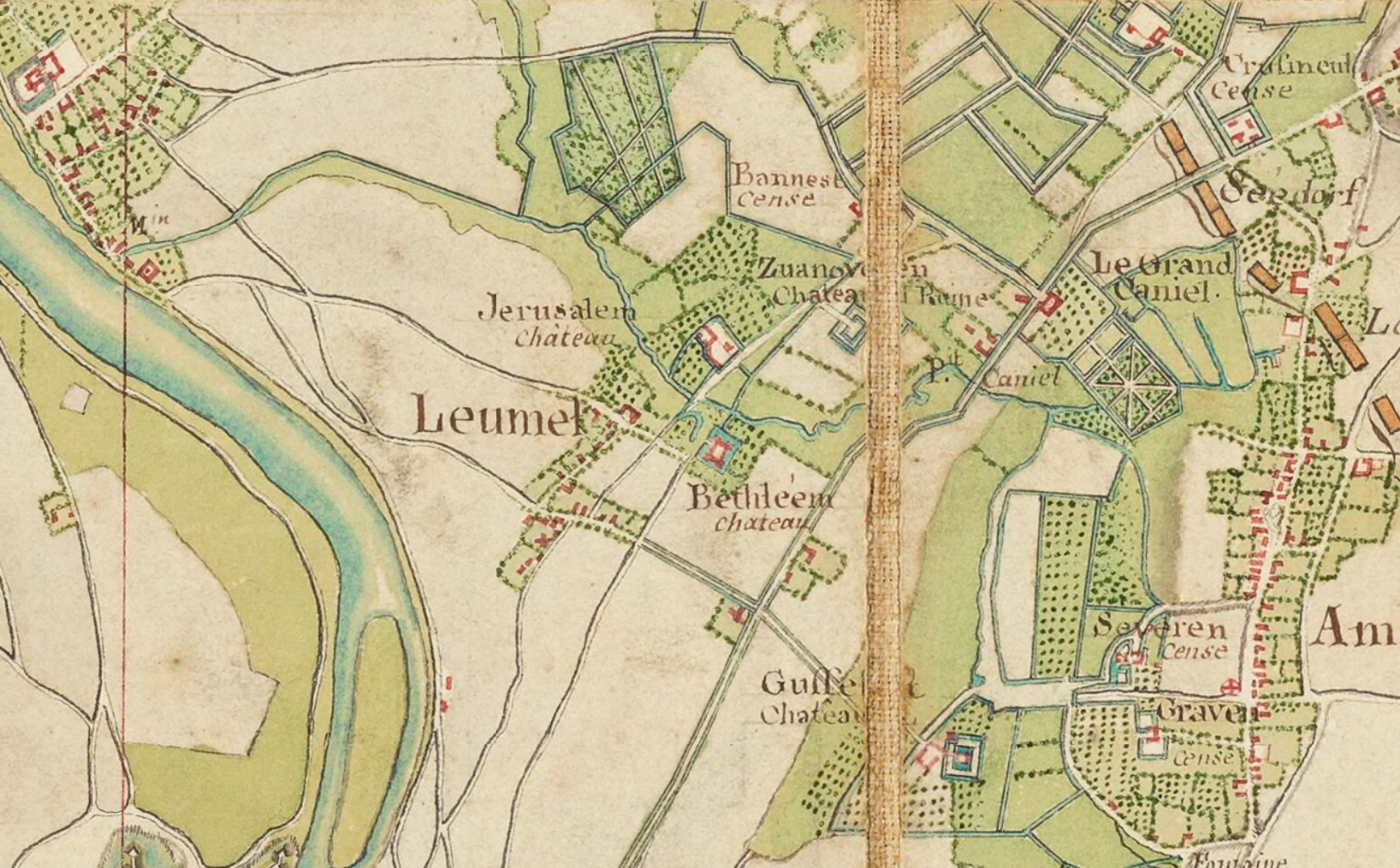
Detail van een Franse kaart uit 1748 met kasteel-rijke omgeving Limmel ("Leumel"). In het midden de kastelen Bethlehem, Jerusalem en het onbekende "Zuanoven Chateau Ruine". NB: de oranje blokjes ("Seedorf") zijn militaire stellingen

In 1584-1585 werd het kasteel opnieuw door soldaten bezet en geplunderd, waarbij twee bijbehorende hoeven werden platgebrand. In de berichten daarover wordt onderscheid gemaakt tussen twee goederenː het kasteel en hof van Bethlehem en de hof van Limmel. Het betreft de eerste vermelding van de naam Bethlehem. Wellicht werd die naam gekozen naar analogie van het vlakbij gelegen Kasteel Jerusalem en de hoeve Nazareth. Van 1690-1707 zou landcommandeur Hendrik van Wassenaar Warmond het kasteel min of meer permanent bewoond hebben; zijn familiewapen gecombineerd met het kruis van de Duitse Orde prijkt nog op een schoorsteenmantel.

Uit een tweetal tekeningen van Josua de Grave (ca. 1645-1712) blijkt dat het kasteel omstreeks 1670 in ruïneuze toestand verkeerde, mogelijk nog ten gevolge van de plundering van 1585 of de meer recente belegeringen van 1632 of 1634. In 1707 werd het kasteel hersteld (of werd het herstel voltooid) door de eerder genoemde landcommandeur Hendrik van Wassenaar Warmond. Op de hiernaast afgebeelde Franse militaire kaart uit 1748 is te zien dat kasteel Bethlehem toen al omgeven was door een groot aantal kastelen en buitenplaatsen: Jerusalem, Geusselt, Severen, Gravenhof, De Kanjel ("Le Grand Caniel") en Borgharen. Enkele honderden meters ten noordoosten van Bethlehem lag een kasteelruïne, op de Franse kaart aangeduid als "Zuanoven Chateau Ruine", waar verder niets over bekend is. Zuanoven kan een verbastering zijn van Zwaanhoven of Zwanenhof. Een eeuw later was de ruïne verdwenen, maar de gracht bleef nog zeker een eeuw zichtbaar in het landschap.

### Na 1796ː diverse bestemmingen
In 1796 werd kasteel Bethlehem als kerkelijk domeingoed verbeurd verklaard door de nieuwe Franse machthebbers. In 1797 werd het bij opbod verkocht aan Joanna Catharina Willems, oud-kloosterzuster van de franciscanessen van Peer, die het in 1803 verkocht aan ene Louis Béguin. Deze bouwde in 1806-1807 het huidige landhuis met het achthoekige traptorentje. Omdat Béguin zijn aankoop echter nog steeds niet betaald had, werd hij in 1809 gearresteerd en werden zijn goederen verkocht. De koper, Bonaventure Courtat, verkocht het kasteel in 1816 aan de advocaat-procureur en grootgrondbezitter Pieter Nicolaas Bettonville (ca. 1778-1865), gehuwd met Maria Josephina de Borman (1790-1856). Omstreeks 1825 stond het goed langere tijd te koop. Waarschijnlijk mislukte de verkoop, want in 1847 was Bettonville nog steeds eigenaar en in 1865 overleed hij te Limmel. Ook daarna bleef Bethlehem in bezit van de familie Bettonville.
De eerstvolgende met name bekende eigenaar was eind negentiende eeuw de wapenfabrikant Nicolas Gustave Stevens (1838-1903). Hij bewoonde het kasteel reeds in 1879. Na zijn overlijden kwam Bethlehem begin twintigste eeuw door vererving in bezit van Gustave (II) Joseph Marie Eugène Regout (1869-1920), die in 1890 te Meerssen was getrouwd met Stevens' dochter Bertha Melanie Josephine (Melanie) Stevens (1870-1959). Zij zouden het met hun vijftien kinderen bewonen tot ver in de jaren 1930.
Omstreeks 1935 functioneerde het kasteel als ontspanningsoord, waarbij het park met een kleine dierentuin, een speeltuin, een roeivijver, waterfietsen en tennisbanen voor het publiek toegankelijk was. In 1941 werd het kasteel gebruikt als onderkomen van de Nationale Jeugdstorm, de jeugdbeweging van de Nationaal-Socialistische Beweging. Vanaf 1942 woonden er enige jaren franciscanessen van Heythuysen. Na de oorlog was er korte tijd een filmproductiemaatschappij gevestigd. In 1951 werden door de aardewerkfabriek De Sphinx Italiaanse gastarbeidsters in het kasteel ondergebracht, begeleid door twee Italiaanse religieuzen. Vanaf 1953 huisvestte het kasteelcomplex de Katholieke (Hogere) Hotelschool, tegenwoordig Hotel Management School Maastricht. In de jaren 1970 en '80 werden op het landgoed diverse paviljoens gebouwd ten behoeve van onderwijs en studentenhuisvesting. In 2010 opende in het kasteel het Teaching Hotel Château Bethlehem met 26 kamers. Tevens is hier het restaurant L'Étoile gevestigd.
Door de oprukkende nieuwbouw van Limmel aan het einde van de jaren 1950 is de landelijke ligging van het kasteel enigszins in het gedrang gekomen. De boomrijke oprijlaan, nog te zien op vooroorlogse foto's, viel ten prooi aan naoorlogse huizenbouw. Ook de latere nieuwbouw op eigen terrein en, iets verder weg, de hoogbouw van gevangenis Overmaze in 1972, later Penitentiaire Inrichting Limburg Zuid, hebben het landelijke karakter aangetast. In 1956, 1969-1970 en 2010 werd het kasteel gerestaureerd. Sinds 1966 is het een rijksmonument; de toegangsbrug kreeg die beschermde status in 1975. Begin 21e eeuw werd het kasteel opgenomen in de landgoederenzone Maastricht-Meerssen, sinds circa 2010 Buitengoed Geul & Maas geheten.
Historische afbeeldingen 17e-20e eeuw

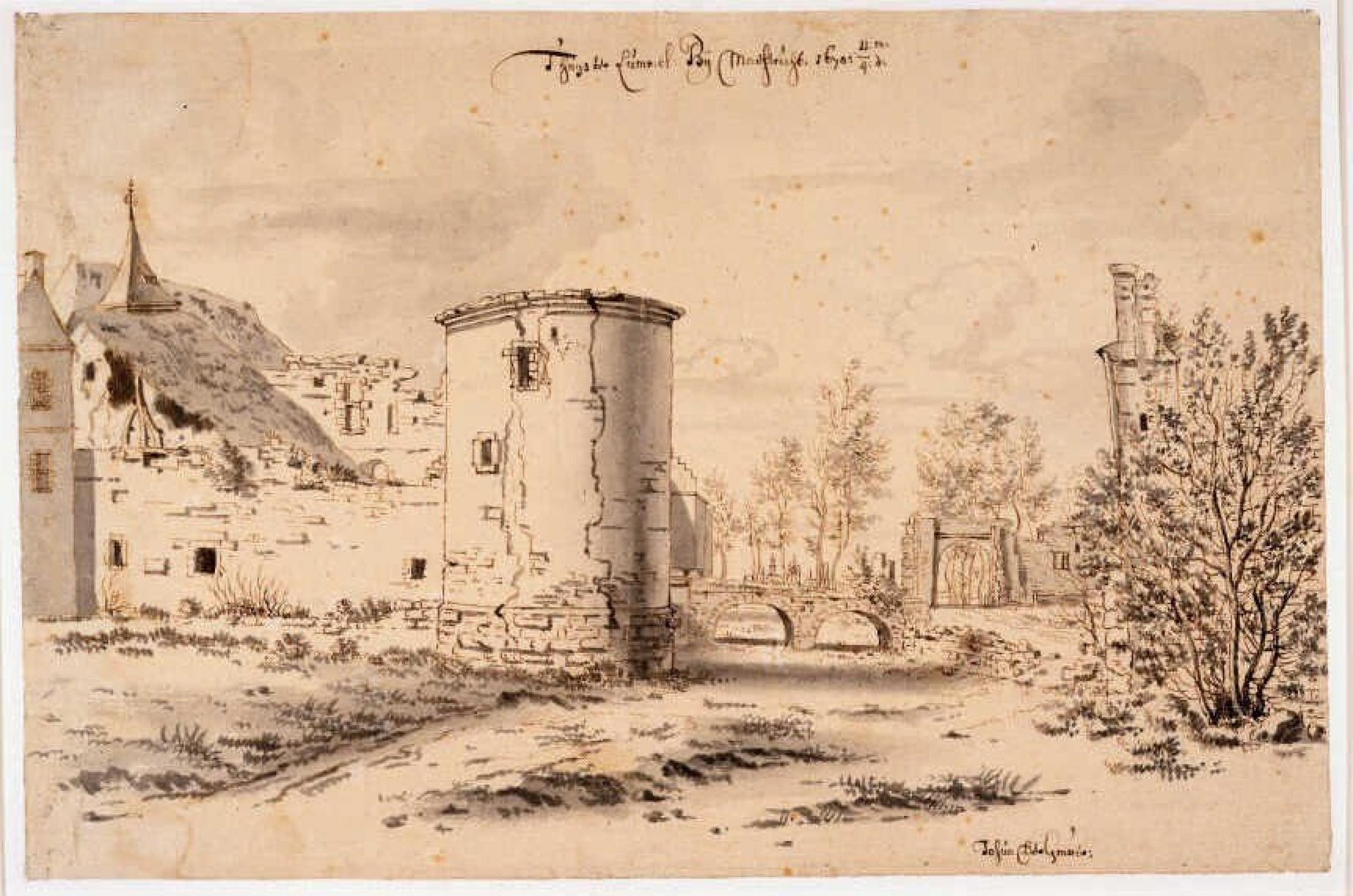
Tekening Josua de Grave, 1670
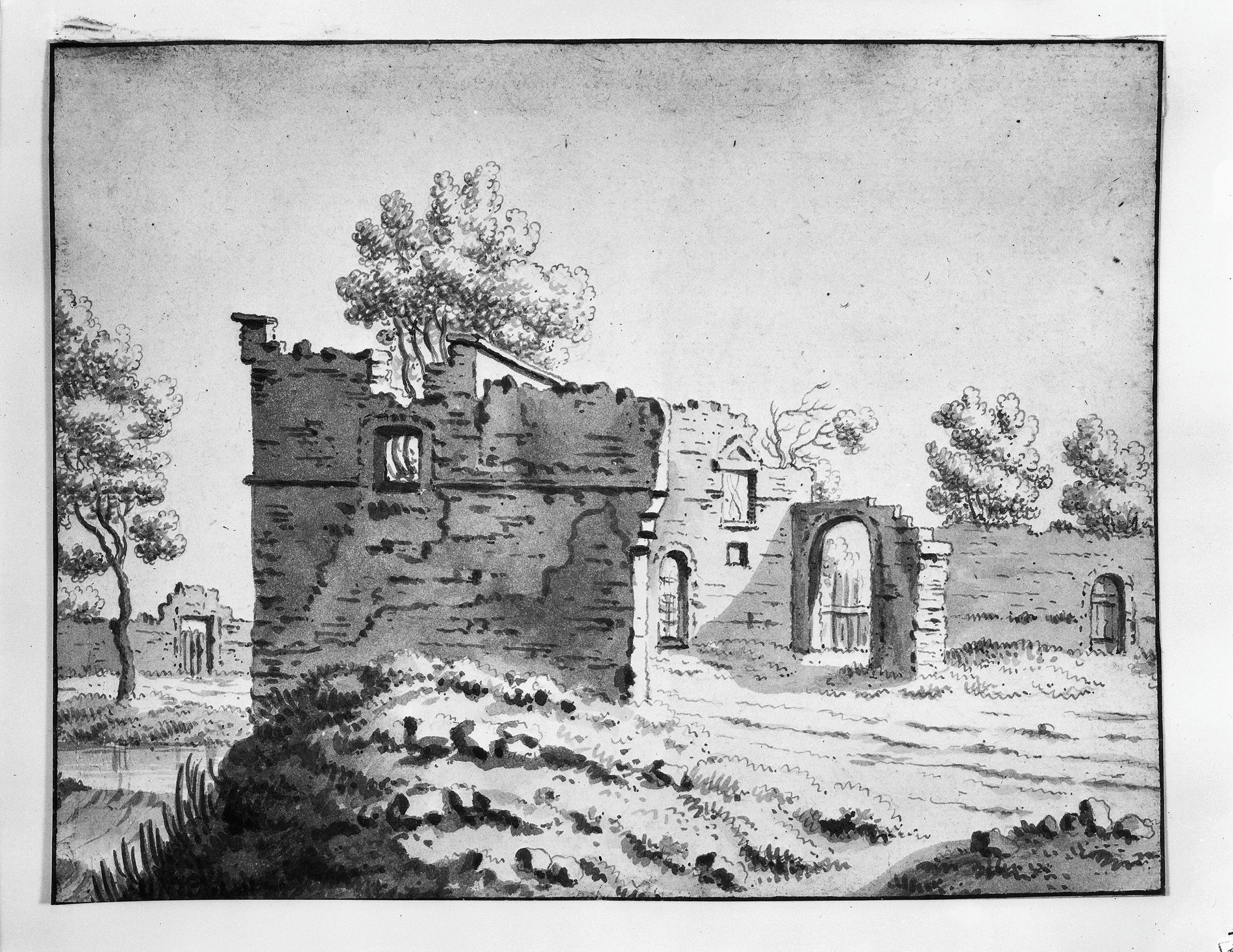
Tekening Josua de Grave, 1676?
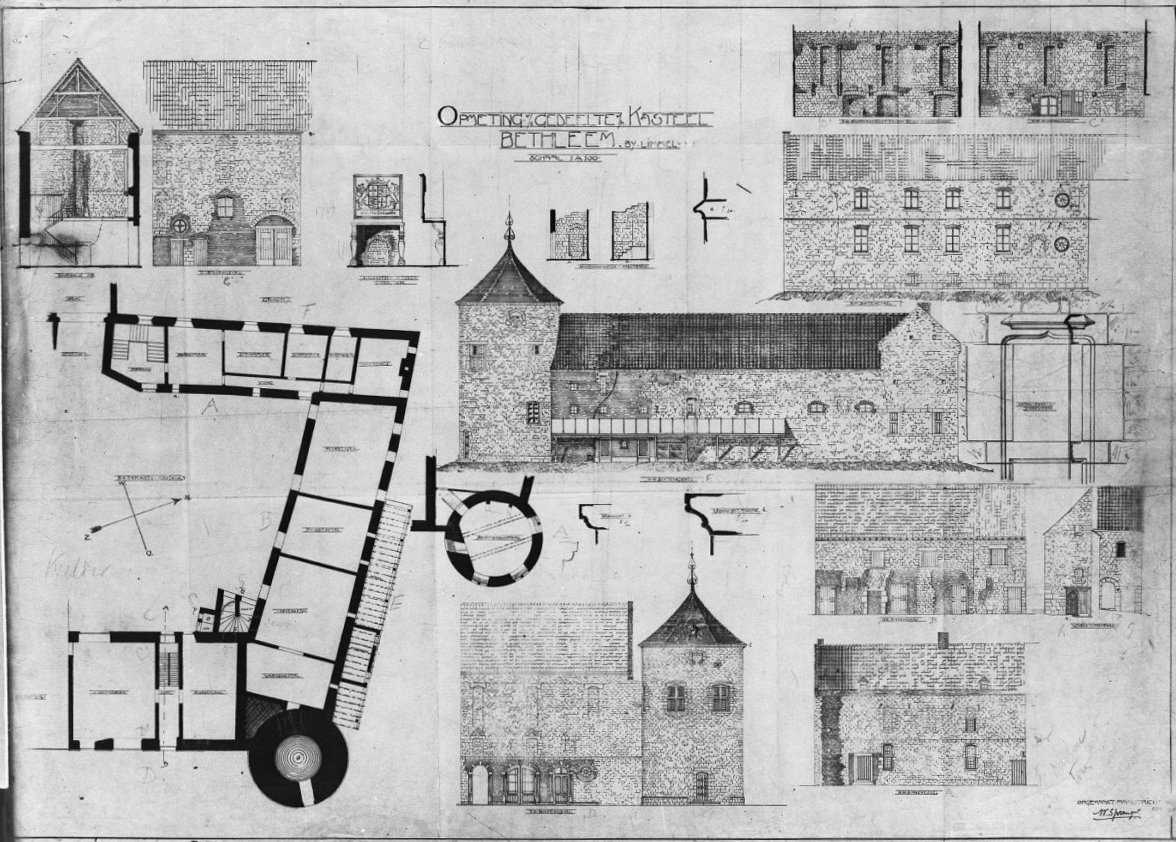
Opmeting oudere delen door Willem Sprenger, ca. 1900
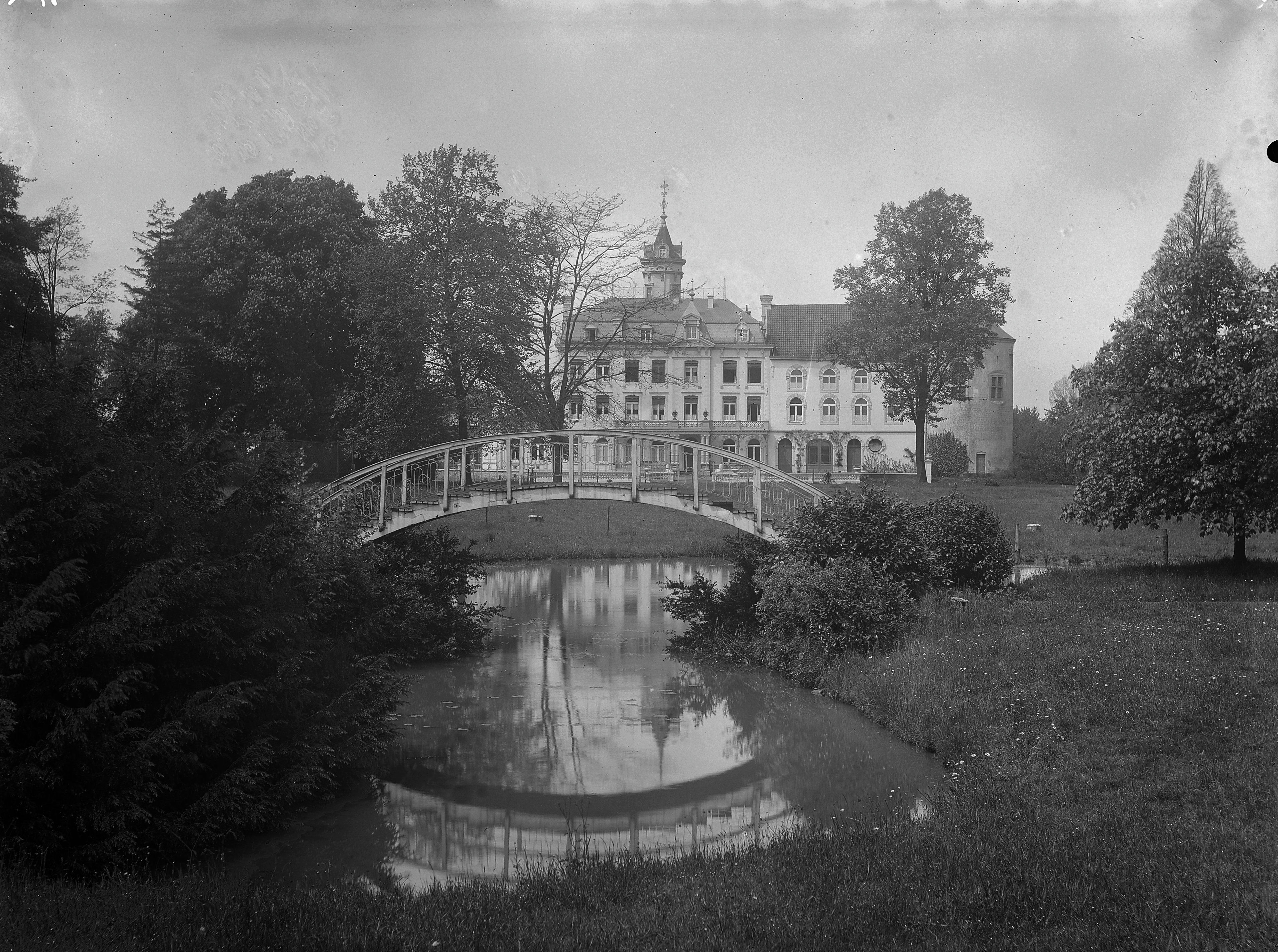
Het landgoed op een foto uit 1918

## Beschrijving

### Exterieur
Kasteel Bethlehem bestaat uit een laatmiddeleeuws kasteel, dat in de 16e en 17e eeuw is uitgebreid en waaraan in de vroege 19e eeuw een landhuis is toegevoegd. De gevels van het landhuis zijn opgetrokken uit baksteen en gepleisterd. De oudere muurdelen van het kasteel zijn deels van Limburgse mergel, deels van baksteen. Het gehele complex is wit geschilderd.

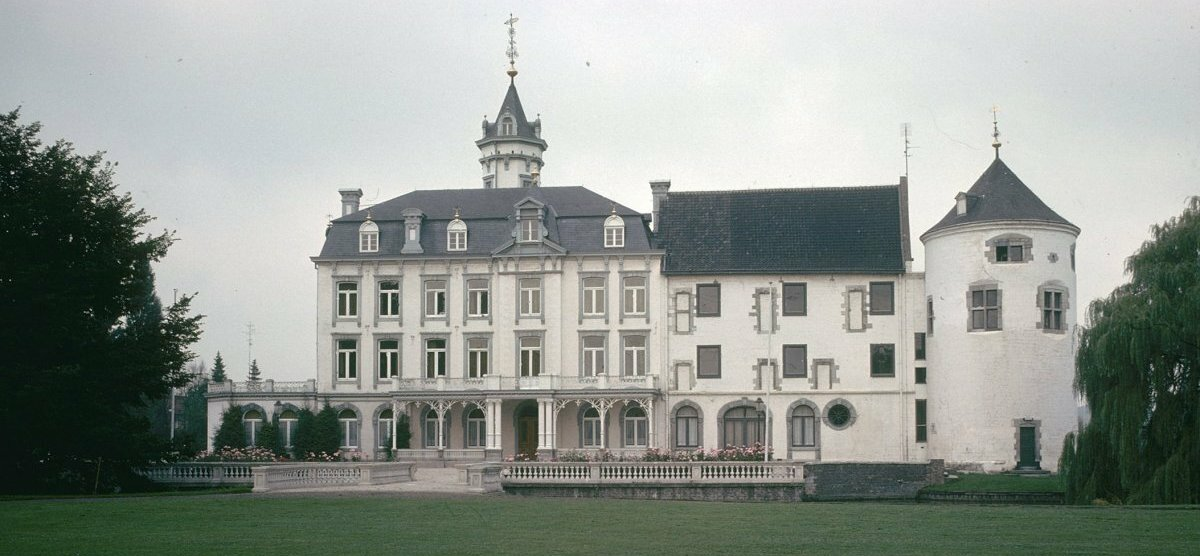
Kasteel Bethlehem in 1975. Links het 19e-eeuwse landhuis; rechts het oudere kasteel

Het kasteel bestaat uit vier vleugels gebouwd om een binnenplaats, die toegankelijk is via een stenen boogbrug. Op de hoek van de noordoostvleugel en de zuidoostvleugel staat een grote ronde toren die stamt uit de middeleeuwen. Ten zuiden van de uitgebouwde toren bevindt zich een ander deel van het laatmiddeleeuwse kasteel, waarschijnlijk uit het begin van de 16e eeuw. Enkele deuren en ten dele dichtgemetselde vensters hebben accoladebogen. Op de binnenplaats is in de overgang tussen de zuidoostvleugel en de zuidwestvleugel een deels inpandige, achtzijdige traptoren zichtbaar. Deze toren, die hoger en slanker is dan de middeleeuwse toren, behoort bij het landhuis dat omstreeks 1806 door Louis Beghin werd gebouwd. Dit herenhuis bestaat uit drie bouwlagen en een zolderverdieping en heeft een met leisteen gedekt mansardedak. Aan de oostzijde bevindt zich een veranda op gietijzeren kolommen en aan de zuidzijde een paviljoenachtige uitbouw. Op het dak van zowel de veranda als de uitbouw bevinden zich balkons met sierlijke, smeedijzeren balustrades. In het herenhuis zijn nog restanten van eerdere bouwfasen terug te vinden. In de oostelijke en noordelijke vleugels was oorspronkelijk een hoeve gehuisvest, die grotendeels uit de 17e eeuw stamt.
In het zuidoostelijk gedeelte van het kasteelpark staan rondom een vijver diverse monumentale bomen, waaronder twee rode beuken (met een stamomtrek van ca. 5 m) en een venijnboom.

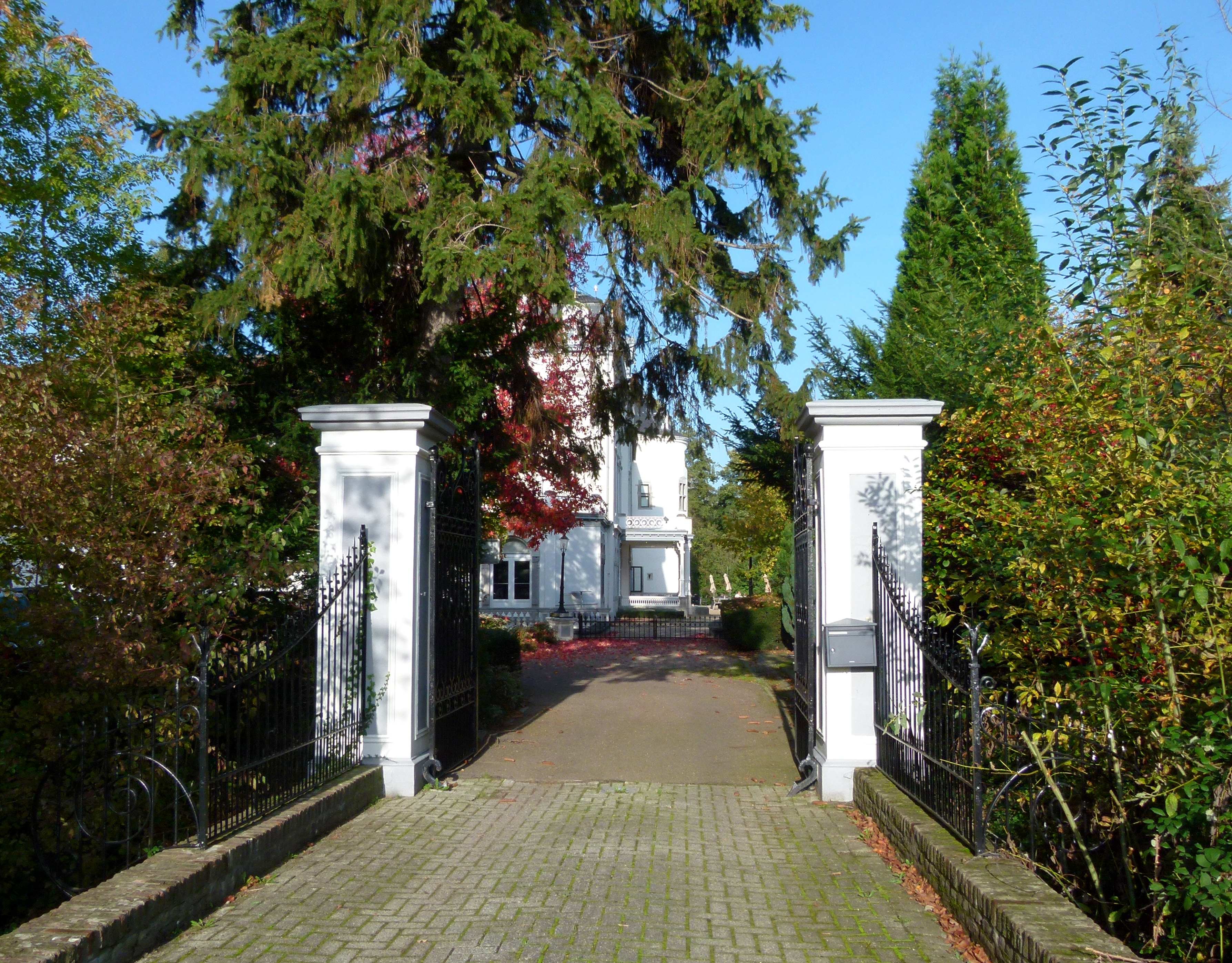
Hekwerk Judeaweg
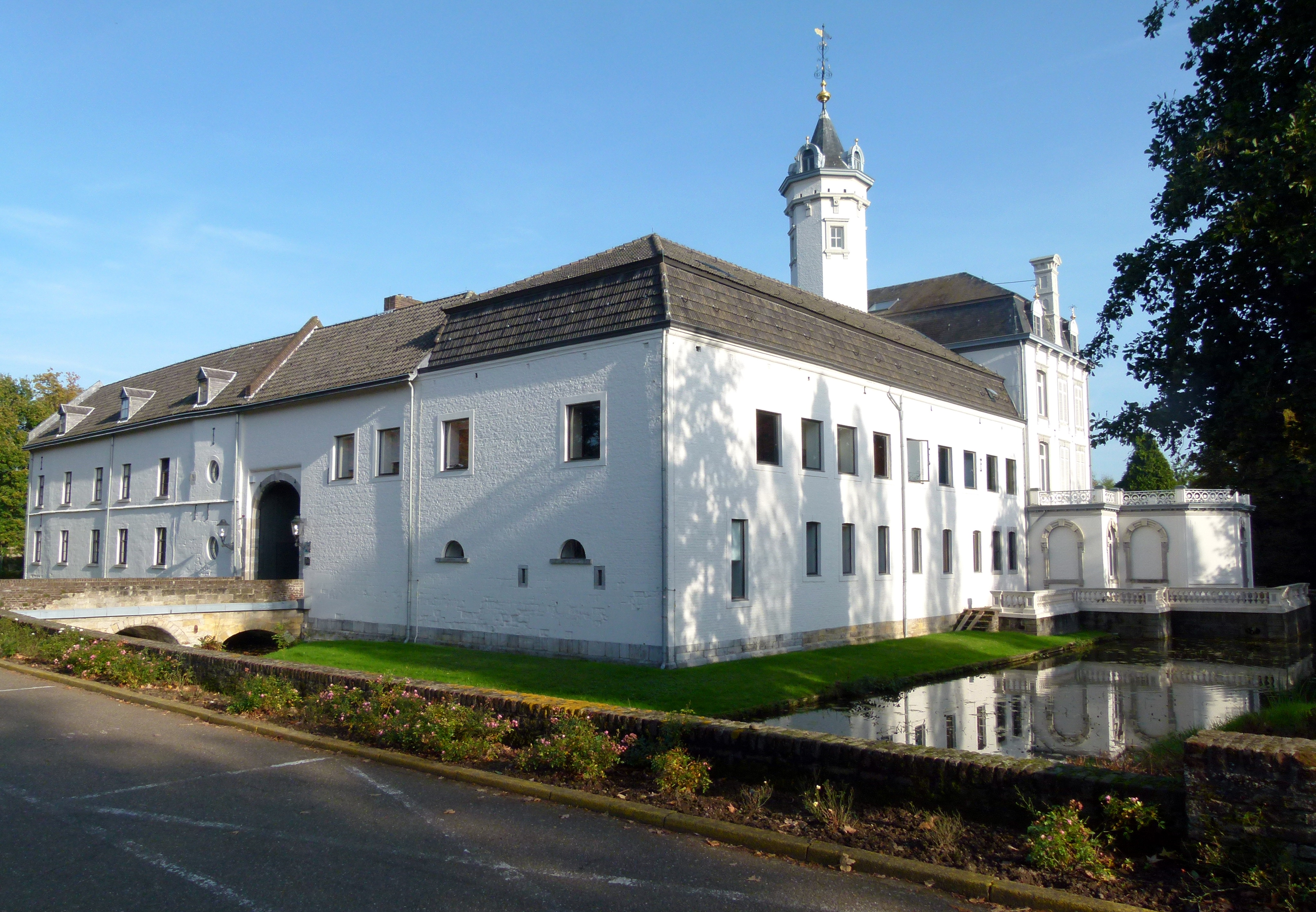
Noord- en westvleugels
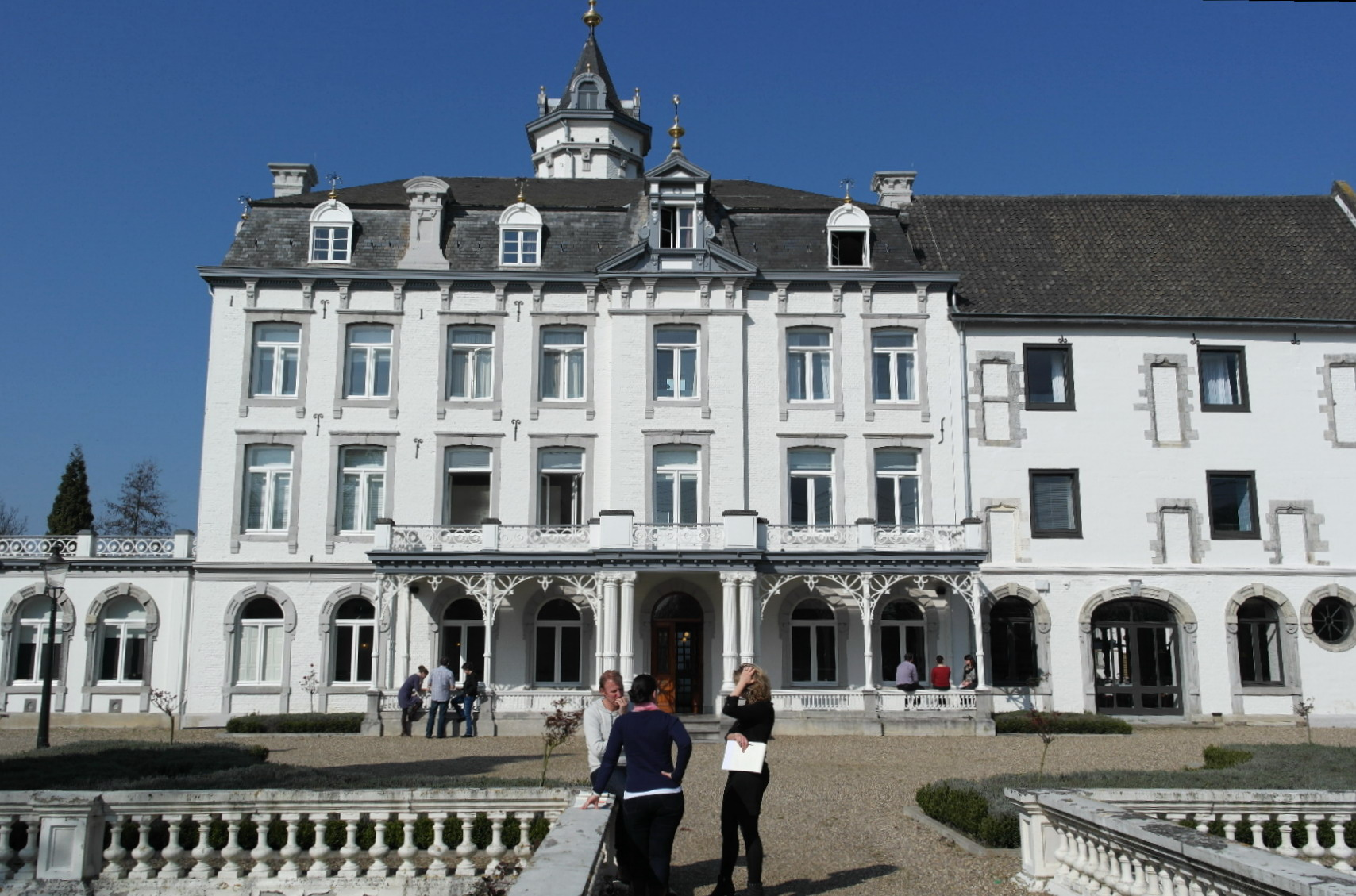
Zuidoostvleugel met veranda
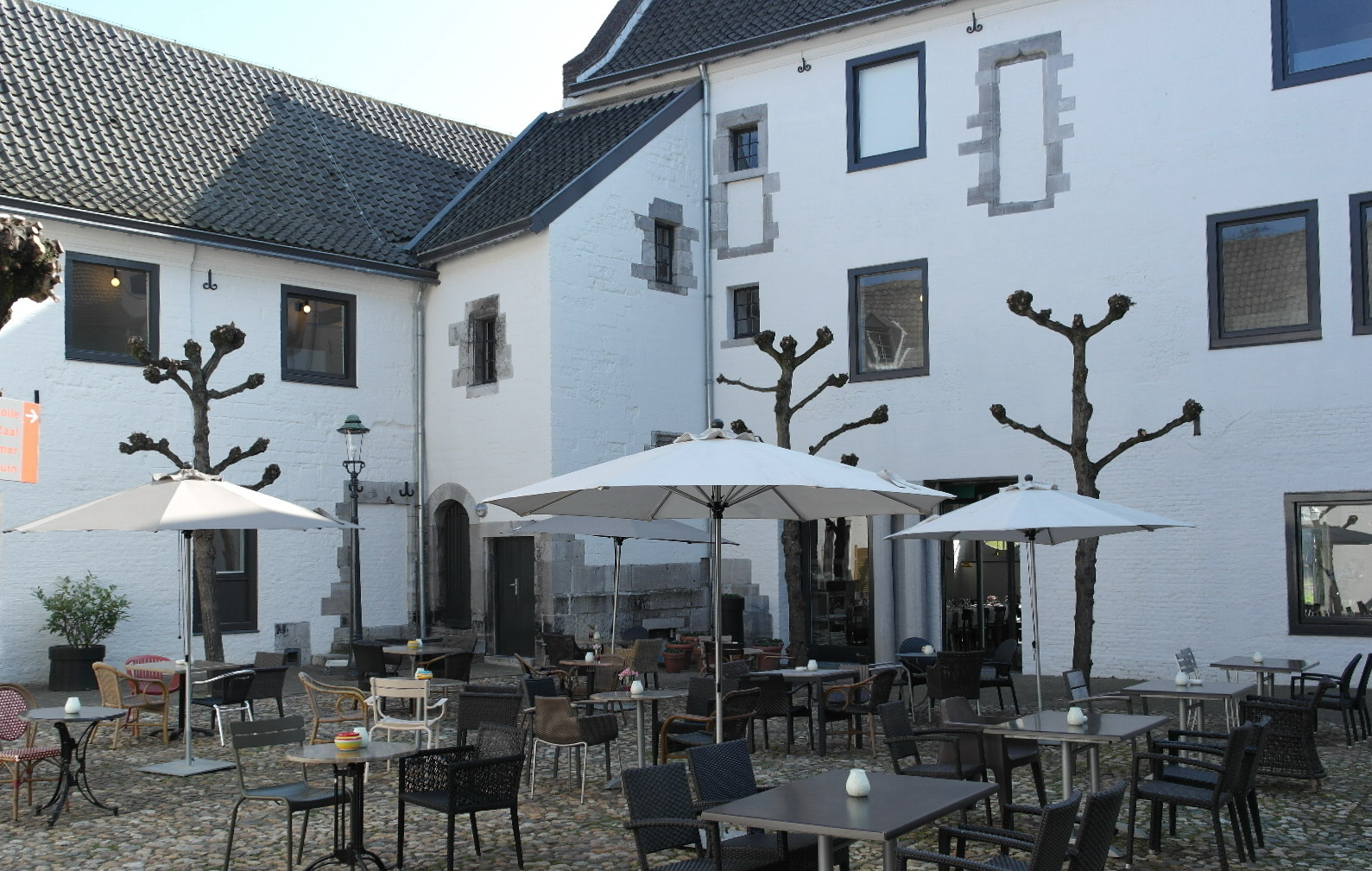
Binnenplaats

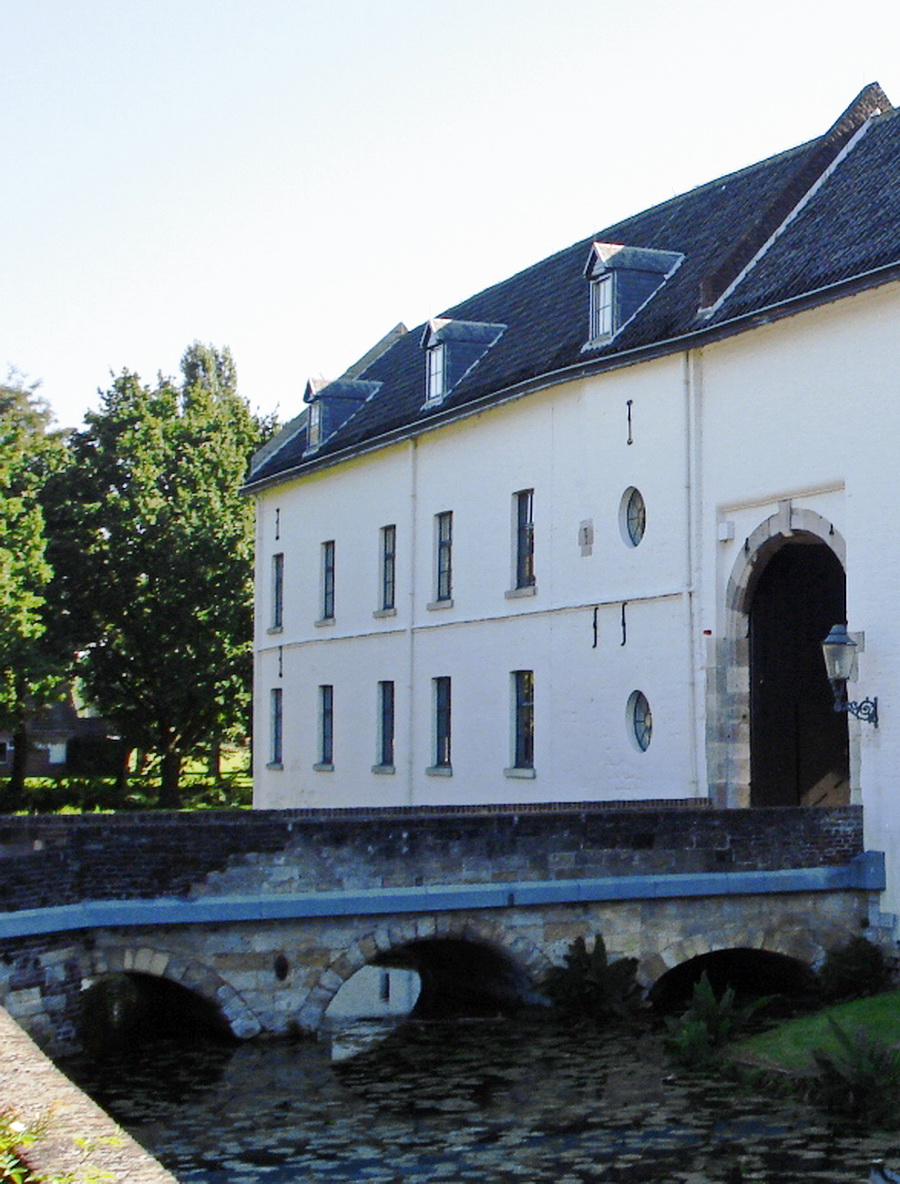
Toegangsbrug
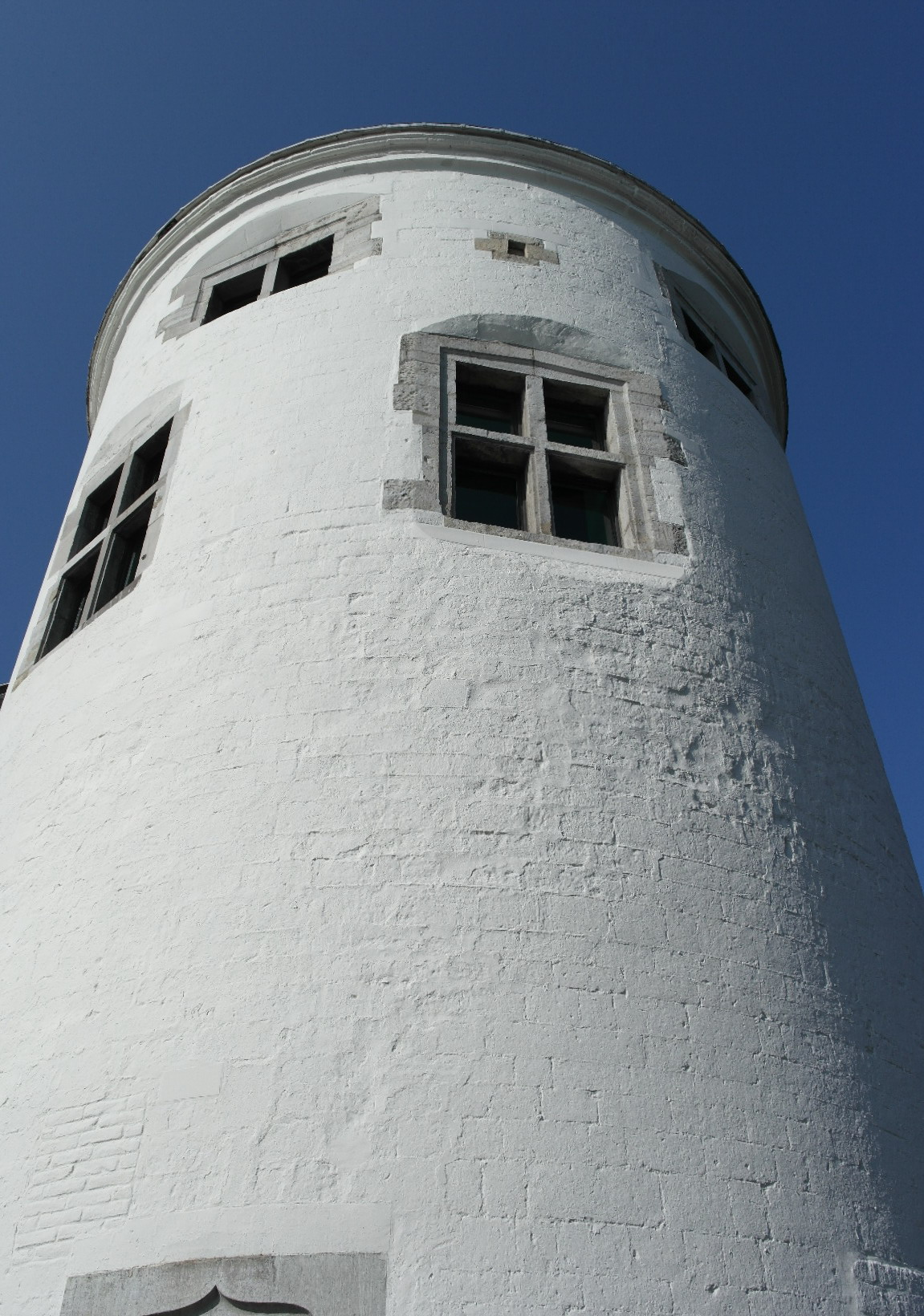
Middeleeuwse toren
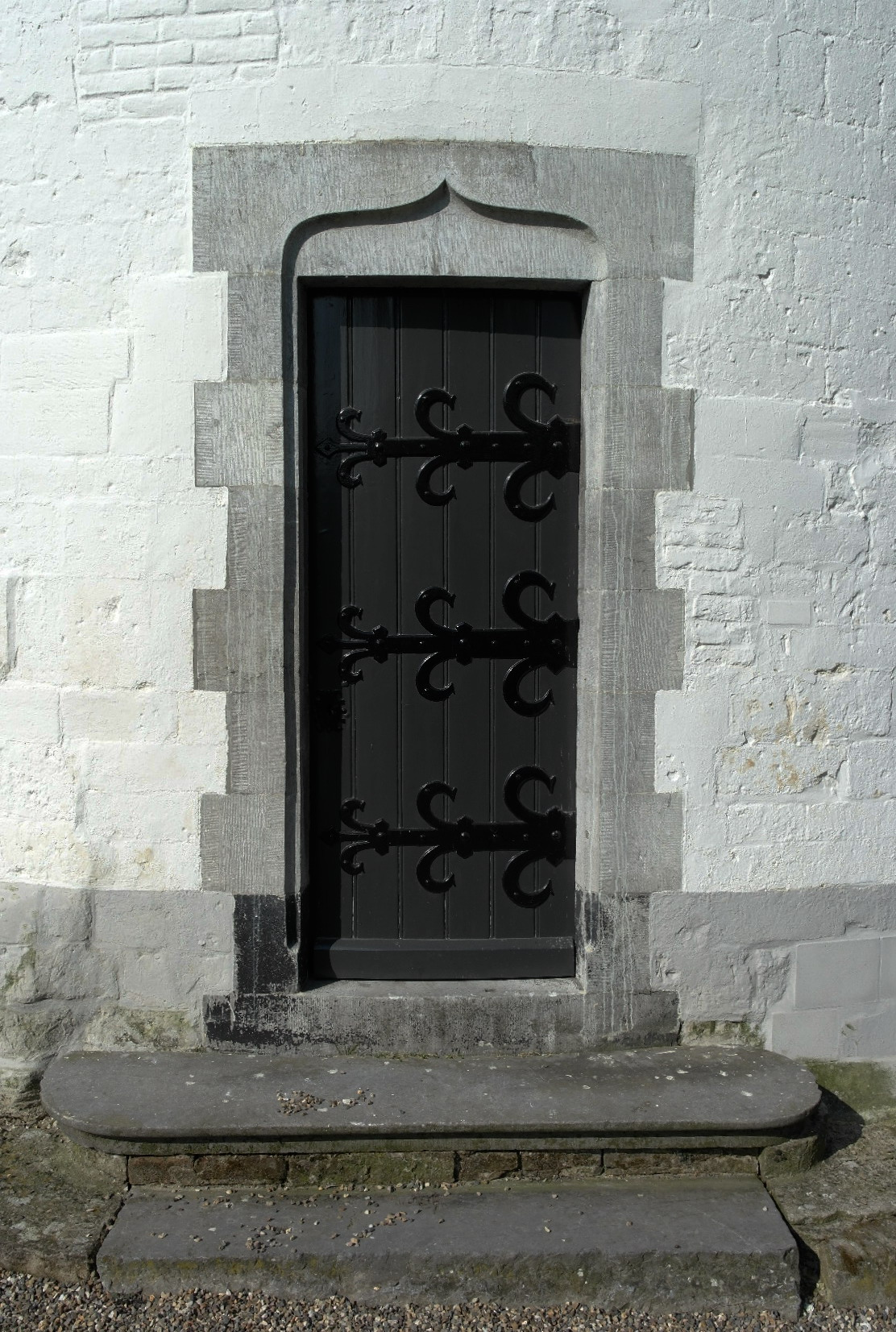
Laatgotisch poortje
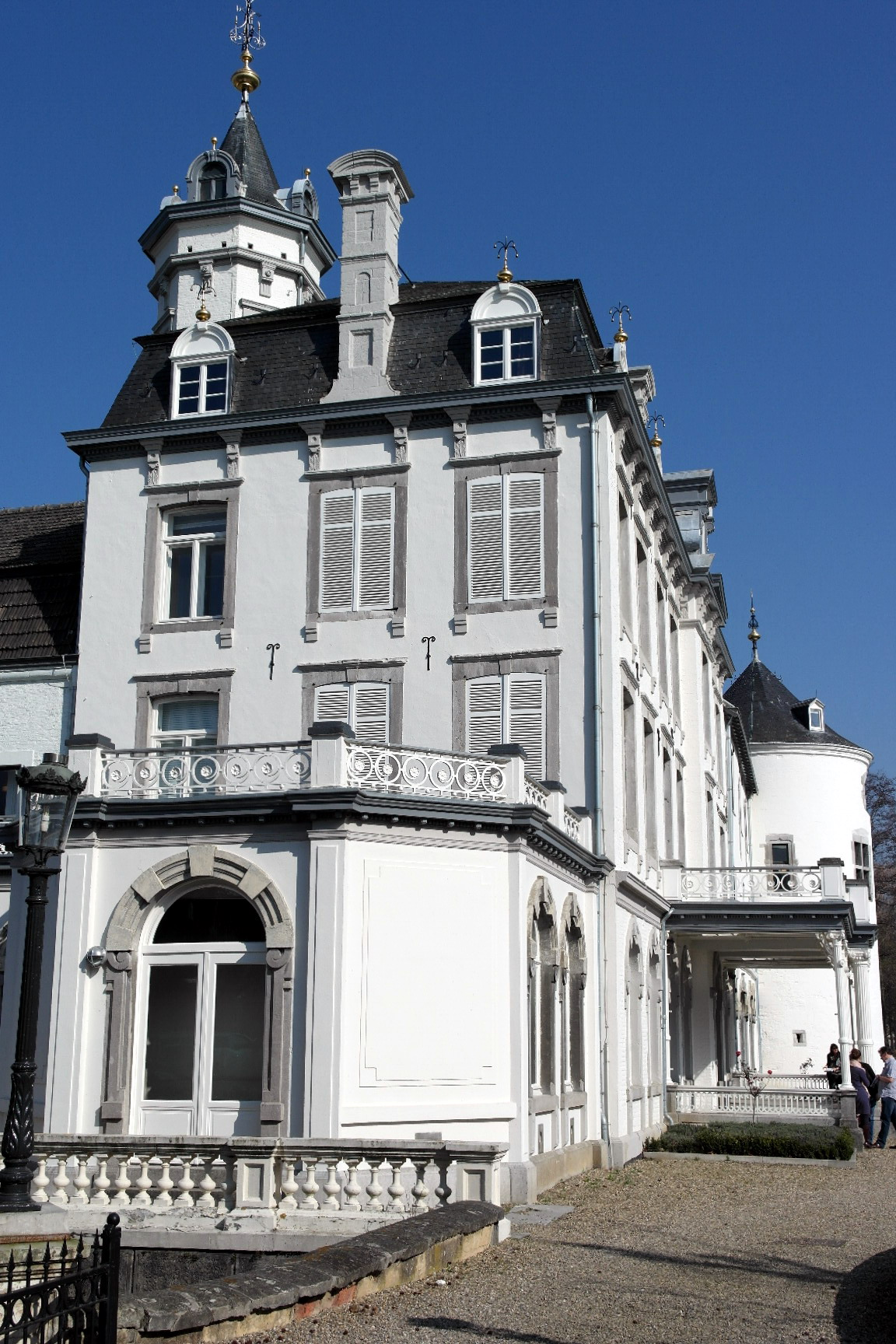
Uitbouw zuidoostvleugel

### Interieur
Het landhuisgedeelte bevat enkele salons die hun 19e-eeuwse karakter hebben bewaard. In de middeleeuwse toren bevindt zich een schouw uit 1707 in renaissancestijl met het wapen van Hendrik van Wassenaar Warmond, landcommandeur van de balije Biesen (1690-1709). Herkenbaar in het wapen zijn de zwarte kruisen van de ridders van de Duitse Orde.

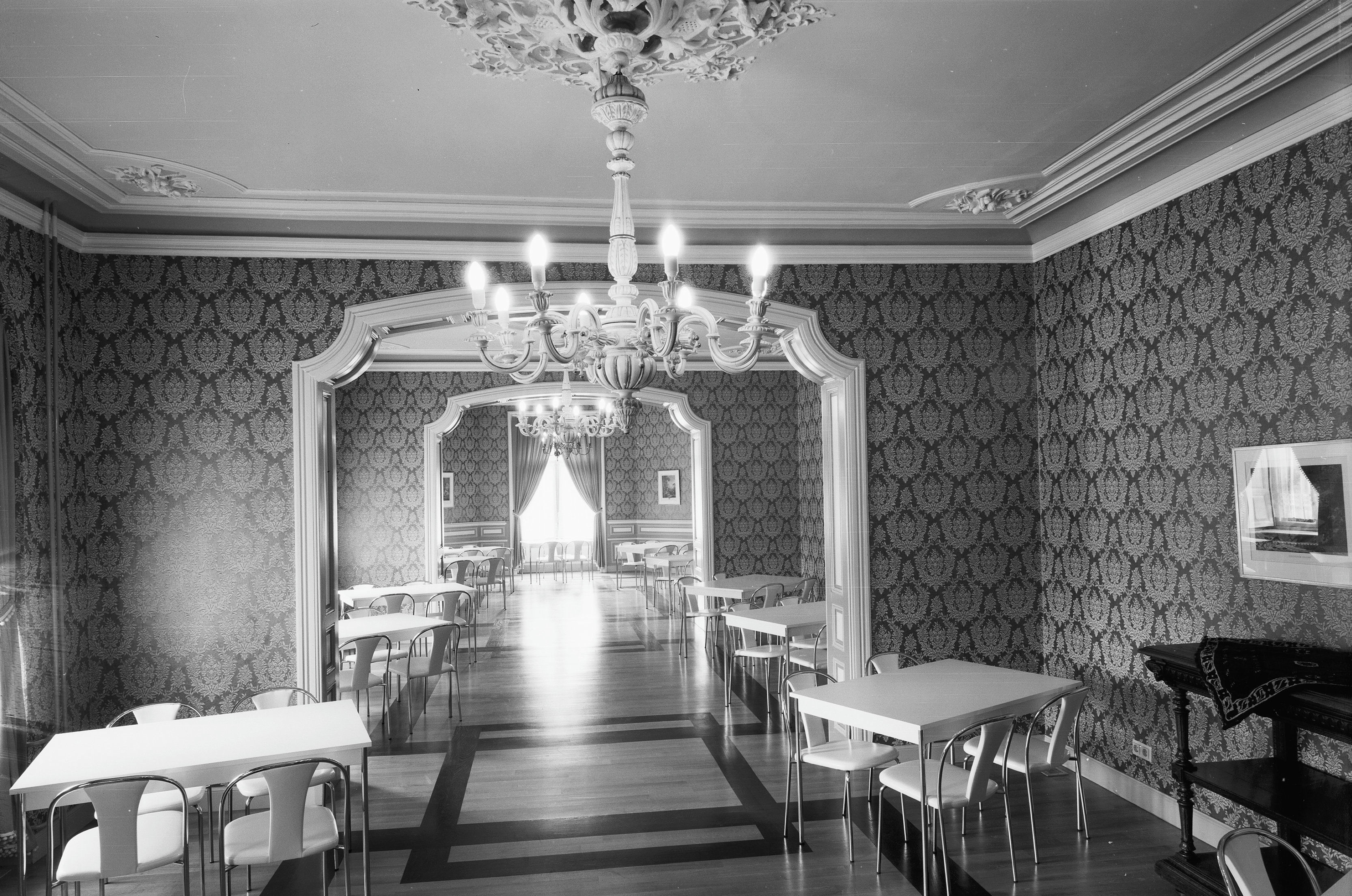
19e-eeuwse salons
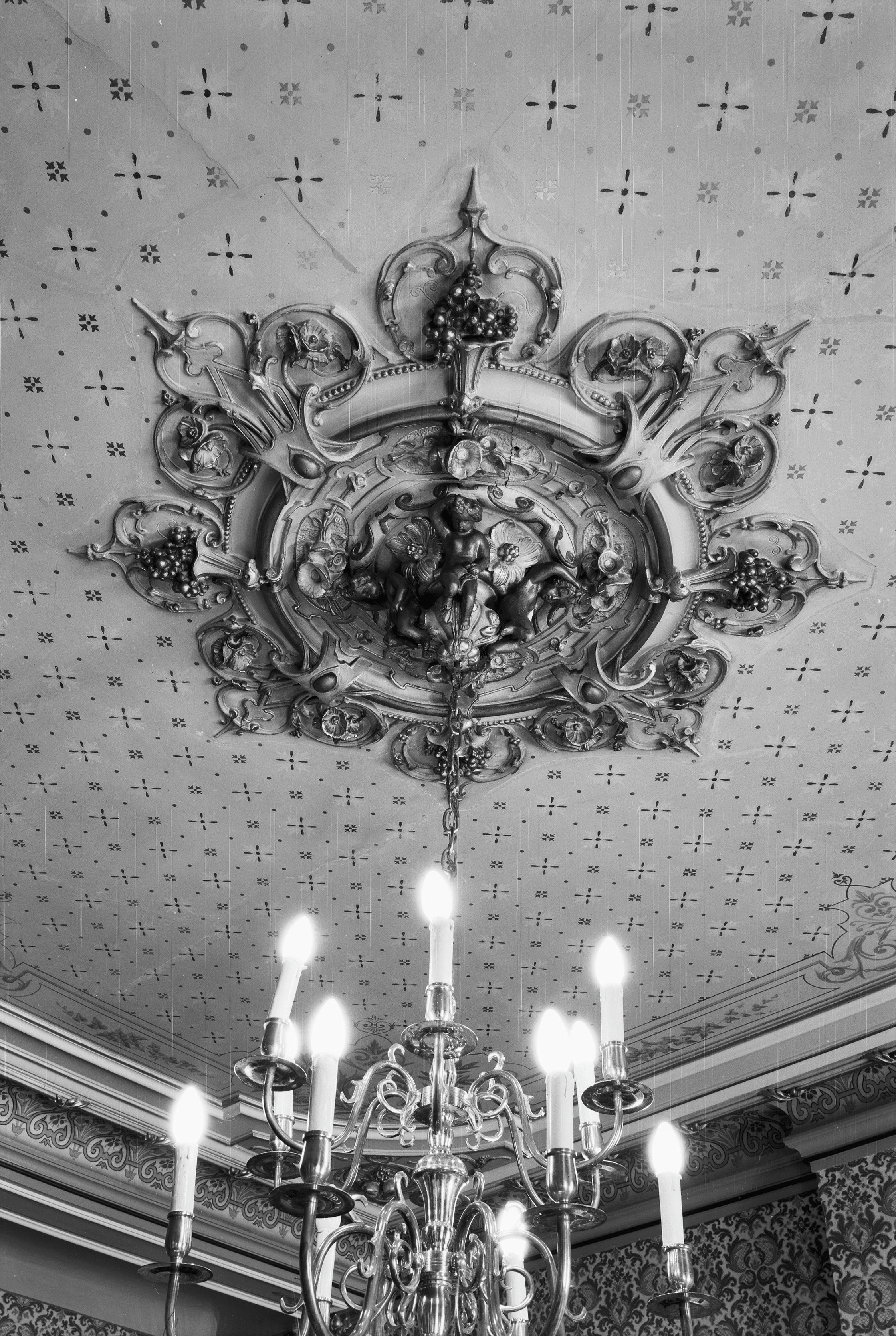
Gestuct plafond
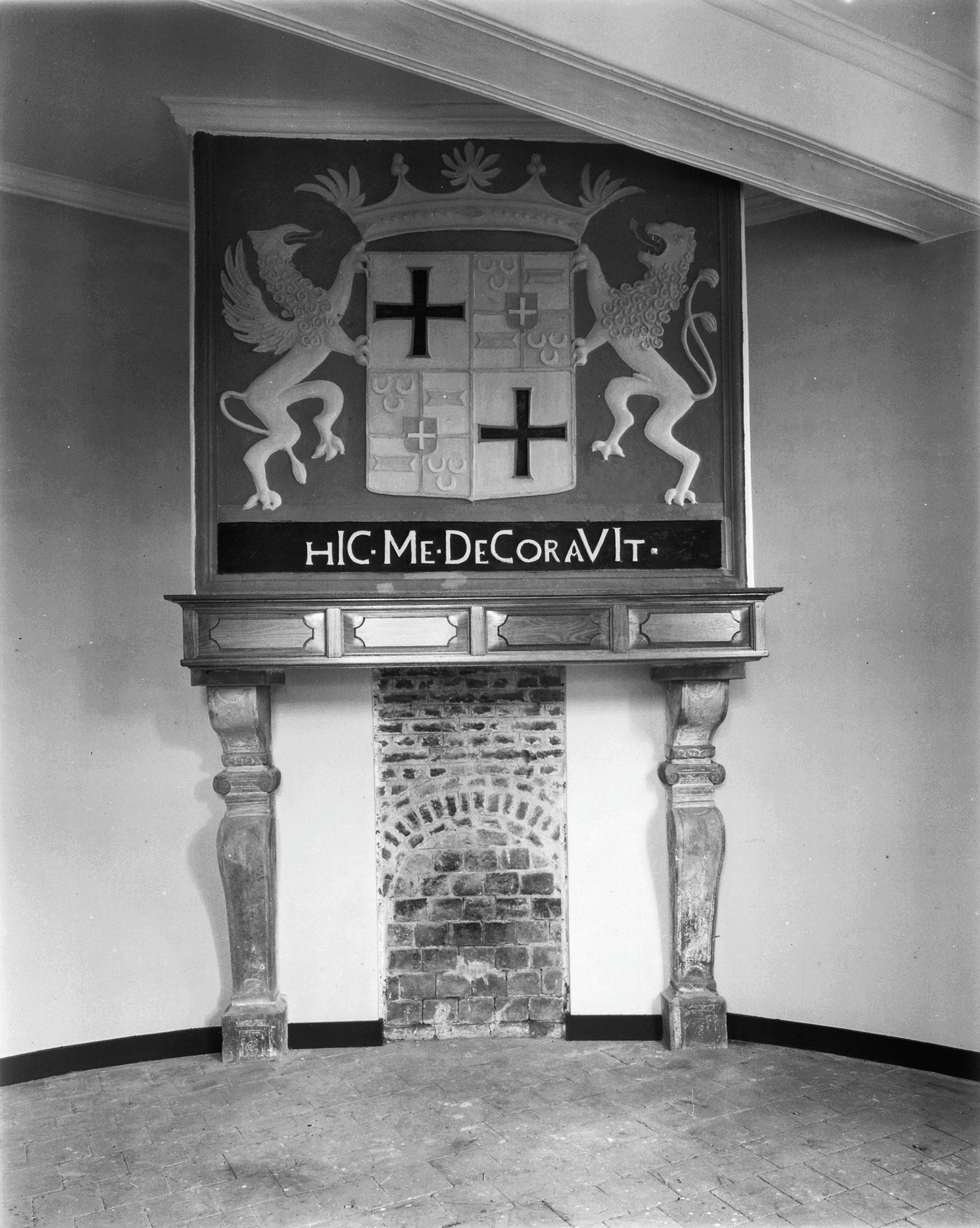
Schoorsteenmantel
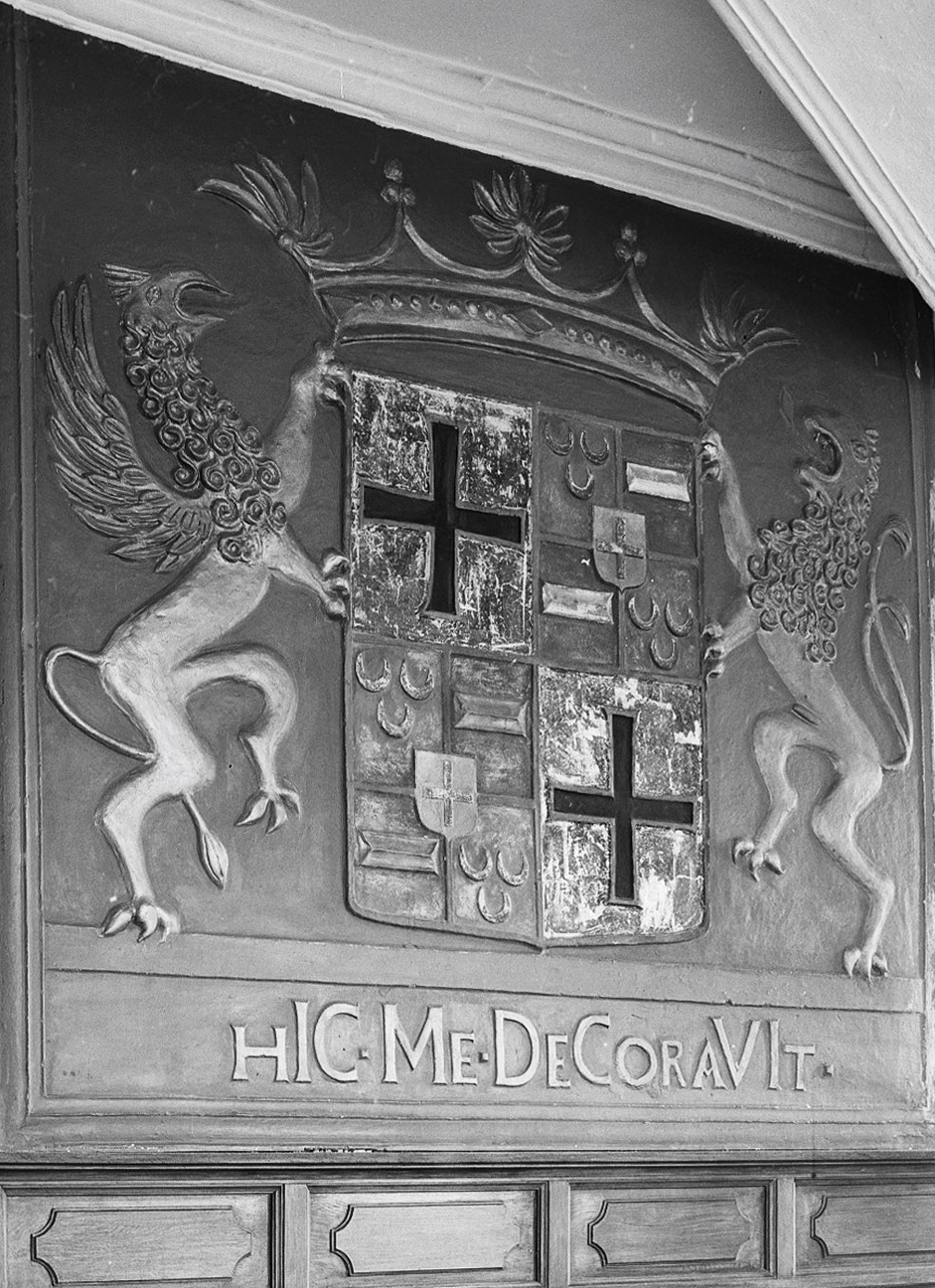
Wapen Hendrik van Wassenaar Warmond